# Marcel Galey

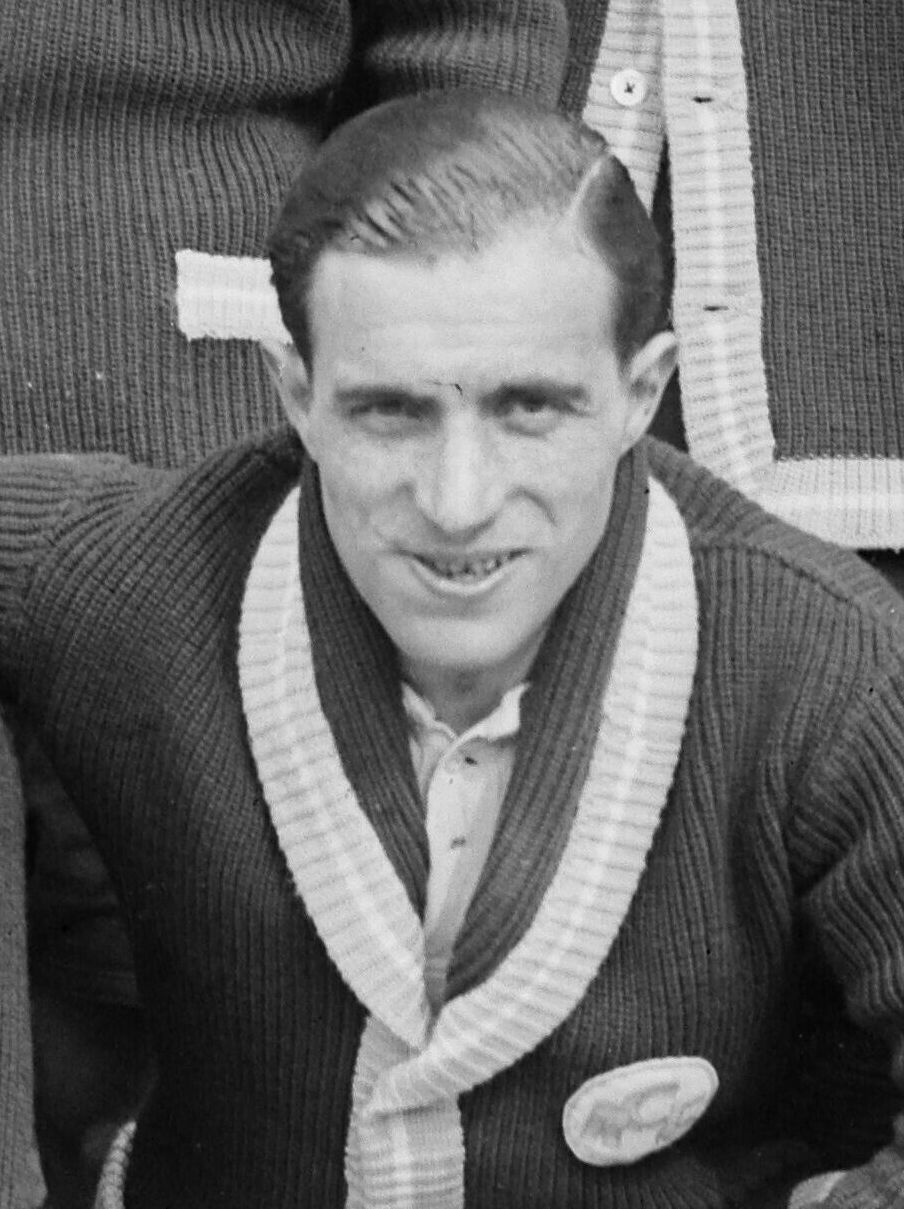
Marcel Galey (1930)

Marcel Galey (* 2. September 1905 in Paris; † 31. Januar 1991) war ein französischer Fußballspieler.

## Vereinskarriere
Der 177 Zentimeter große Linksaußen Galey spielte im Jugendalter für den SC Universitaire de France in seiner Heimatstadt Paris und anschließend beim CA Vitry in einem Vorort der französischen Hauptstadt. Von dort aus wechselte er 1927 nach Südfrankreich zum FC Sète, mit dem er trotz des Fehlens einer landesweiten Profiliga zu den besten Mannschaften des Landes zählte und den Einzug ins nationale Pokalfinale 1929 schaffte, das allerdings mit 0:2 gegen den Lokalrivalen SO Montpellier verloren ging. Im selben Jahr entschied er sich für die Rückkehr nach Paris, wo er in Racing Paris einen neuen Arbeitgeber fand. Mit Racing gelang ihm die Qualifikation für das Pokalendspiel 1930, womit er zum zweiten Mal hintereinander das Finale bestreiten durfte. Auch in seinem zweiten Endspiel konnte er keinen Titel erringen, da er mit dem Team durch eine 1:3-Niederlage gegen seine früheren Kameraden vom FC Sète scheiterte. 
1932 zählte Galey mit Racing Paris zu den Mitbegründern der ersten Liga Division 1, die in diesem Jahr als landesweite Profiliga eingeführt wurde. In seinem ersten Jahr in der neuen Spielklasse nahm er einen unumstrittenen Stammplatz auf dem Flügel ein und konnte mit neun Toren in 17 Partien zudem eine für diese Position beachtliche Trefferquote erreichen. In den nachfolgenden Jahren behauptete er seinen Stammplatz zunächst und stand 1933/34 in allen 26 zu absolvierenden Partien auf dem Platz, nachdem er bereits in der ersten Saison nur eins der damals 18 Spiele verpasst hatte. Mit Anbruch der Spielzeit 1935/36 änderte sich die Lage schlagartig und Galey in diesem Jahr fast vollständig aus dem Team verdrängt. Trotz dieses Umstandes zählte er durch drei bestrittene Partien mit Racing Paris zur französischen Meistermannschaft und holte sich damit seinen ersten nationalen Titel. Es blieb zugleich der einzige, da sich der damals 30-Jährige im Anschluss an den Erfolg und nach 72 Erstligapartien mit 22 Toren gegen eine Fortsetzung seiner aktiven Laufbahn entschied. Dennoch blieb er dem Verein treu, indem er jahrzehntelang der Verwaltung von Racing angehörte.

## Nationalmannschaft
Galey war 23 Jahre alt und stand in Diensten des FC Sète, als er am 24. Februar 1929 bei einem 3:0-Sieg gegen Ungarn im Trikot der französischen Nationalmannschaft debütierte. Exakt einen Monat darauf erzielte er bei seinem zweiten Länderspiel seinen einzigen Treffer im Nationaldress und erlebte ein 2:0 seiner Mannschaft gegen Portugal. Eine 1:8-Niederlage gegen Spanien am 14. April 1929 stellt sein drittes und letztes Länderspiel dar, womit seine internationale Laufbahn nach wenigen Monaten wieder endete.